# 楊元祥
楊元祥（1565年—1592年），字曰泰，號奎垣，錦衣衛官籍，山西平陽府蒲州人，明朝政治人物。

## 生平
萬曆十年（1582年）壬午科順天鄉試第九十二名舉人，十一年（1583年）中式癸未科會試第五十三名，三甲第一名進士。改庶吉士，十三年（1585年）閏九月授翰林院檢討，十六年（1588年）丁父憂。服闋，十九年（1591年）起復原職，管理六曹章奏及誥敕，二十年（1592年）任會試同考官，同年十二月卒於官。

## 著作
著有《浴德齋稿》八卷、《襲六齋稿》十二卷。

## 家族
曾祖楊瞻，四川按察司僉事，封兵部左侍郎，贈光祿大夫柱國少師兼太子太師吏部尚書；祖父楊博，光祿大夫柱國少師兼太子太師吏部尚書；伯父楊俊民、楊俊士、楊俊彥；父楊俊卿，錦衣衛都指揮僉事。母王氏（封淑人）。